# Samiu Vaipulu
Samiu Kuita Vaipulu (24 dicembre 1952) è un politico tongano.

## Biografia
Si diplomò in studi legali all'Università del Pacifico del Sud nel 1989 e nel 1990 aprì il proprio studio legale a Vava'u.
Entrò nell'Assemblea legislativa per la prima volta in rappresentanza di Vava'u nel 1987, poi restò in carica dal 1993 al 2001 e fu ancora rieletto nel 2005.
Nel dicembre 2024 fu nominato primo ministro ad interim dopo le dimissioni di Siaosi Sovaleni.

## Vita privata
È padre dell'avvocata Sisi Kakala Vaipulu Ebrahim.